# Krist Novoselic
Krist Anthony Novoselic II (Compton, Kalifornia, 1965. május 16. –) amerikai rockzenész, aki a Nirvana együttes basszusgitárosaként vált ismertté. A Nirvana feloszlása után, Novoselic megalakította a Sweet 75, majd az Eyes Adrift zenekarokat, és mindkettővel készített egy-egy albumot. 2006 és 2009 között játszott a Flipper nevű punkzenekarban, és velük is készített egy albumot. 2011-ben az "I Should Have Known" című Foo Fighters-dalban szerepelt. Zenei törekvései mellett a politikában is aktív.

## Pályafutása

### Kezdetek
Novoselic horvát bevándorlók gyermekeként született Comptonban, Kalifornia államban. Már fiatal korában érdeklődést mutatott olyan zenekarok iránt, mint a Led Zeppelin, Van Halen, Black Sabbath vagy az Aerosmith. Később megismerkedett a punkzenével is (Sex Pistols, Ramones), ezek határozták meg későbbi zenei irányvonalát, basszusjátékára Paul McCartney, Geezer Butler, John Entwistle és Gene Simmons tettek alapvető hatást.
Novoselic öccse, Robert mutatta be őt barátjának, Kurt Cobainnek. Cobain végül is hasonló zenei ízlésük miatt barátkozott össze az idősebb Novoselittyel.

### Nirvana
Dave Grohllal kibővülve létrejött a Nirvana együttes. 1991 tavaszán kiadták a Nevermind című albumot, ami a zenekart egy világszerte ismert jelenséggé tette a "Smells Like Teen Spirit" dallal. A zenekar ezzel megindult a hírnév felé, ám pályafutásuknak Cobain 1994 áprilisában bekövetkezett halála hamar véget vetett. Cobain és Novoselic csaknem egy évtizede elválaszthatatlanok voltak, és közeli barátja elvesztése különösen nehéz volt számára. Novoselic az év nagyobb részében már visszavonult a rivaldafényből. Kevés nyilvános szerepléseinek egyike abban az évben a szeptemberi MTV Video Music Awardson történt, ahol a Nirvana "Heart-Shaped Box" videója elnyerte a Legjobb Alternatív Videó díját. Novoselic megragadta az alkalmat, hogy köszönetet mondjon a rajongóknak és legjobb barátjának, Kurt Cobainnek.

## Magánélete
Novoselic kétszer házasodott. Első felesége Shelli Dilley volt, akivel középiskolában ismerkedett meg, és akivel 1985-ben randevúzni kezdett. 1989 decemberében házasodtak össze, majd 1999 végén váltak el. 2004-ben Novoselic újraházasodott, Darbury Ayn Stenderut vette el feleségül. Jelenleg Wahkiakum megyében, Washington államban él, nem messze Deep Rivertől.